# Castilenti
Castilenti là một đô thị và thị xã của Ý. Đô thị này thuộc tỉnh Teramo trong vùng Abruzzo. Castilenti có diện tích km2, dân số theo ước tính năm 2010 của Viện thống kê quốc gia Ý là người. 
Các đơn vị dân cư:
Đô thị Castilenti giáp với các đô thị: